# Аджа (язык)
Аджа (ажа, ажагбе) — один из языков гбе, которые относят к языкам ква. Общее число носителей — 781 тыс. чел, из них 591 тыс. проживают в Бенине (юго-запад страны) и 190 тыс. чел — в Того (юго-восток страны). Выделяют ряд диалектов: догбо, хве, тадо (стадо, садо), сикпи, тала, довольно схожих между собой (89 — 92 % лексики). Диалект догбо наиболее отличен от других.
Язык используется во всех сферах жизни. Большинство носителей понимает язык ген, некоторые понимают эве и владеют французским.
| Алфавит аджа (Бенин) | Алфавит аджа (Бенин) | Алфавит аджа (Бенин) | Алфавит аджа (Бенин) | Алфавит аджа (Бенин) | Алфавит аджа (Бенин) | Алфавит аджа (Бенин) | Алфавит аджа (Бенин) | Алфавит аджа (Бенин) | Алфавит аджа (Бенин) | Алфавит аджа (Бенин) | Алфавит аджа (Бенин) | Алфавит аджа (Бенин) | Алфавит аджа (Бенин) | Алфавит аджа (Бенин) | Алфавит аджа (Бенин) | Алфавит аджа (Бенин) | Алфавит аджа (Бенин) | Алфавит аджа (Бенин) | Алфавит аджа (Бенин) | Алфавит аджа (Бенин) | Алфавит аджа (Бенин) | Алфавит аджа (Бенин) | Алфавит аджа (Бенин) | Алфавит аджа (Бенин) | Алфавит аджа (Бенин) | Алфавит аджа (Бенин) | Алфавит аджа (Бенин) | Алфавит аджа (Бенин) | Алфавит аджа (Бенин) | Алфавит аджа (Бенин) | Алфавит аджа (Бенин) | Алфавит аджа (Бенин) | Алфавит аджа (Бенин) | Алфавит аджа (Бенин) |
| -------------------- | -------------------- | -------------------- | -------------------- | -------------------- | -------------------- | -------------------- | -------------------- | -------------------- | -------------------- | -------------------- | -------------------- | -------------------- | -------------------- | -------------------- | -------------------- | -------------------- | -------------------- | -------------------- | -------------------- | -------------------- | -------------------- | -------------------- | -------------------- | -------------------- | -------------------- | -------------------- | -------------------- | -------------------- | -------------------- | -------------------- | -------------------- | -------------------- | -------------------- | -------------------- |
| A                    | B                    | C                    | D                    | Ɖ                    | E                    | Ɛ                    | F                    | G                    | Gb                   | Ɣ                    | H                    | I                    | J                    | Ʒ                    | K                    | Kp                   | L                    | M                    | N                    | Ny                   | Ŋ                    | O                    | Ɔ                    | P                    | R                    | S                    | Sh                   | T                    | U                    | V                    | W                    | X                    | Y                    | Z                    |
| a                    | b                    | c                    | d                    | ɖ                    | e                    | ɛ                    | f                    | g                    | gb                   | ɣ                    | h                    | i                    | j                    | ʒ                    | k                    | kp                   | l                    | m                    | n                    | ny                   | ŋ                    | o                    | ɔ                    | p                    | r                    | s                    | sh                   | t                    | u                    | v                    | w                    | x                    | y                    | z                    |

| Алфавит аджа (Того) | Алфавит аджа (Того) | Алфавит аджа (Того) | Алфавит аджа (Того) | Алфавит аджа (Того) | Алфавит аджа (Того) | Алфавит аджа (Того) | Алфавит аджа (Того) | Алфавит аджа (Того) | Алфавит аджа (Того) | Алфавит аджа (Того) | Алфавит аджа (Того) | Алфавит аджа (Того) | Алфавит аджа (Того) | Алфавит аджа (Того) | Алфавит аджа (Того) | Алфавит аджа (Того) | Алфавит аджа (Того) | Алфавит аджа (Того) | Алфавит аджа (Того) | Алфавит аджа (Того) | Алфавит аджа (Того) | Алфавит аджа (Того) | Алфавит аджа (Того) | Алфавит аджа (Того) | Алфавит аджа (Того) | Алфавит аджа (Того) | Алфавит аджа (Того) | Алфавит аджа (Того) | Алфавит аджа (Того) | Алфавит аджа (Того) | Алфавит аджа (Того) |
| ------------------- | ------------------- | ------------------- | ------------------- | ------------------- | ------------------- | ------------------- | ------------------- | ------------------- | ------------------- | ------------------- | ------------------- | ------------------- | ------------------- | ------------------- | ------------------- | ------------------- | ------------------- | ------------------- | ------------------- | ------------------- | ------------------- | ------------------- | ------------------- | ------------------- | ------------------- | ------------------- | ------------------- | ------------------- | ------------------- | ------------------- | ------------------- |
| A                   | B                   | C                   | D                   | Ɖ                   | E                   | Ɛ                   | F                   | G                   | Gb                  | H                   | I                   | J                   | K                   | Kp                  | L                   | M                   | N                   | Ny                  | Ŋ                   | O                   | Ɔ                   | P                   | R                   | S                   | T                   | U                   | V                   | W                   | X                   | Y                   | Z                   |
| a                   | b                   | c                   | d                   | ɖ                   | e                   | ɛ                   | f                   | g                   | gb                  | h                   | i                   | j                   | k                   | kp                  | l                   | m                   | n                   | ny                  | ŋ                   | o                   | ɔ                   | p                   | r                   | s                   | t                   | u                   | v                   | w                   | x                   | y                   | z                   |